# Leigné-les-Bois
Leigné-les-Bois település Franciaországban, Vienne megyében. Lakosainak száma 565 fő (2022. január 1.). Leigné-les-Bois Chenevelles, Coussay-les-Bois, Pleumartin, La Roche-Posay és Senillé-Saint-Sauveur községekkel határos.

## Népesség
A település népességének változása:
| Lakosok száma | 570  | 583  | 599  | 592  | 594  | 596  | 595  | 583  | 565  |
|               | 2013 | 2015 | 2016 | 2017 | 2018 | 2019 | 2020 | 2021 | 2022 |